# Campolongo Maggiore
Campolongo Maggiore (Canpolongo Majore o semplicemente Canpolongo in veneto) è un comune italiano di 10 713 abitanti della città metropolitana di Venezia in Veneto.
Considerando solo la città di Campolongo Maggiore, quest'ultima è sostanzialmente divisa in due nuclei: Campolongo Maggiore e Campolongo Maggiore Chiesa.
È nota in tutta Italia per essere stata la principale roccaforte dell'organizzazione criminale comunemente denominata la Mala del Brenta

## Geografia fisica
Il comune si trova a sud della Riviera del Brenta, al confine con la Saccisica, di cui storicamente faceva parte. Il territorio comunale è attraversato dalla Cunetta Brenta, l'attuale ramo principale del fiume Brenta, che scorre fra il capoluogo e la frazione di Bojon.

## Storia
All'epoca del Regno d'Italia napoleonico, Liettoli, Campolongo e Bojon erano tre piccoli comuni del dipartimento del Brenta (l'odierna provincia di Padova); nel 1807 furono trasferiti al dipartimento dell'Adriatico (l'odierna città metropolitana di Venezia).
Con l'avvento del Regno Lombardo-Veneto, nel 1815, i tre comuni furono fusi nell'unico comune di Campolongo, che dopo l'annessione del Veneto all'Italia divenne Maggiore.
La frazione di Santa Maria Assunta è stata istituita soltanto negli anni novanta del secolo scorso, ricalcando l'omonima parrocchia sorta alcuni decenni prima per servire la periferia orientale di Bojon.
L'area di Campolongo è tradizionalmente nota per essere la culla del banditismo veneto; nell'immediato secondo dopoguerra in zona spadroneggiava la banda di Adriano Toninato, che comprendeva diversi campolonghesi. Tra gli anni '60 e '70 da un'evoluzione del vecchio banditismo nacque la Mala del Brenta, guidata da Felice Maniero e Campolongo Maggiore divenne il cuore della mafia veneta.

### Simboli
Lo stemma e il gonfalone del comune di Campolongo Maggiore sono stati concessi con regio decreto del 5 febbraio 1931.
Nello stemma sono raffigurati, su campo argento, tre rami di quercia legati da un nastro rosso.
Il gonfalone è un drappo di azzurro.

## Monumenti e luoghi d'interesse
- Chiesa dei Santi Felice e Fortunato
- Chiesa di San Lorenzo, Liettoli
- Chiesa di San Nicola di Bojon
- Chiesa di Santa Maria Assunta
- Monumento alla Pace e ai Caduti di Campolongo Maggiore[6]

## Società

### Evoluzione demografica
Abitanti censiti

## Amministrazione

### Sindaci dal 1946
| Nominativo                                           | Nominativo                                           | Partito / Coalizione                              | Periodo                                           | Elezione                                          |
| Sindaci eletti dal Consiglio comunale (1946-1993)    | Sindaci eletti dal Consiglio comunale (1946-1993)    | Sindaci eletti dal Consiglio comunale (1946-1993) | Sindaci eletti dal Consiglio comunale (1946-1993) | Sindaci eletti dal Consiglio comunale (1946-1993) |
| ---------------------------------------------------- | ---------------------------------------------------- | ------------------------------------------------- | ------------------------------------------------- | ------------------------------------------------- |
|                                                      | Paolo Rampin                                         | Democrazia Cristiana                              | 1946-1951                                         | 1946                                              |
|                                                      | Anselmo Boldrin                                      | Democrazia Cristiana                              | 1951-1960                                         | 1946                                              |
| 1956                                                 | Anselmo Boldrin                                      | Democrazia Cristiana                              | 1951-1960                                         |                                                   |
|                                                      | Romeo Donolato                                       | Democrazia Cristiana                              | 1960-1970                                         | 1960                                              |
| 1964                                                 | Romeo Donolato                                       | Democrazia Cristiana                              | 1960-1970                                         |                                                   |
|                                                      | Olivo Gobbi                                          | Democrazia Cristiana                              | 1970-1975                                         | 1970                                              |
|                                                      | Enzo Tramonte                                        | Partito Socialista Italiano                       | 1975                                              | 1975                                              |
|                                                      | Pietro Baron                                         | Democrazia Cristiana                              | 1975-1976                                         | (1975)                                            |
|                                                      | Nerina Secco                                         | Democrazia Cristiana                              | 1976                                              | (1975)                                            |
|                                                      | Giuseppe Marotta (Commiss. prefettizio)              | -                                                 | 1976-1977                                         | -                                                 |
|                                                      | Oscar Biscaccia Carrara                              | Partito Comunista Italiano                        | 1977-1984                                         | 1977                                              |
| 1983                                                 | Oscar Biscaccia Carrara                              | Partito Comunista Italiano                        | 1977-1984                                         |                                                   |
|                                                      | Giancarlo Fanton                                     | Partito Comunista Italiano (1984-91)              | 1984-1993                                         | (1983)                                            |
|                                                      | Giancarlo Fanton                                     | Partito Democratico della Sinistra (1991-93)      | 1984-1993                                         | 1988                                              |
| Sindaci eletti direttamente dai cittadini (dal 1993) |                                                      |                                                   |                                                   |                                                   |
|                                                      | Antonella Sette                                      | Centro-sinistra                                   | 1993-1997                                         | 1993                                              |
|                                                      | Renato Zago                                          | Centro-destra                                     | 1997-2000                                         | 1997                                              |
|                                                      | Leonardo Giustiniani Savino (Commiss. straordinario) | -                                                 | 2000-2001                                         | -                                                 |
|                                                      | Roberto Donolato                                     | Centro-sinistra                                   | 2001-2011                                         | 2001                                              |
| 2006                                                 | Roberto Donolato                                     | Centro-sinistra                                   | 2001-2011                                         |                                                   |
|                                                      | Alessandro Campalto                                  | Centro-sinistra                                   | 2011-2016                                         | 2011                                              |
|                                                      | Andrea Zampieri                                      | Centro-destra                                     | 2016-2021                                         | 2016                                              |
|                                                      | Mattia Gastaldi                                      | Centro-destra                                     | 2021-in carica                                    | 2021                                              |